# Referendumul consultativ din România, 2009
Referendumul pentru trecerea la parlament unicameral și reducerea numărului de parlamentari a fost un referendum consultativ (nu decizional, dar obligatoriu în aceeași măsură), pentru trecerea de la actualul Parlament bicameral (cu aproximativ 137 de senatori și 334 deputați) la un Parlament unicameral, respectiv pentru reducerea numărului de parlamentari la maximum 300 de persoane.
Cele două întrebări ale referendumului au fost complet independente una de cealaltă, fără nicio condiționare între ele, fiind înscrise pe buletine de vot separate.
Deși validat, deciziile luate la acest referendum nu au fost încă implementate până în acest moment.

## Controverse
La 29 octombrie 2009, patru ONG-uri: Pro Democrația, Centrul pentru Resurse Juridice, Transparency România și Agenția de Monitorizare a Presei au cerut Avocatului Poporului să sesizeze Curtea Constituțională a României referitor la convocarea referendumului odată cu alegerile prezidențiale motivând că președintele Traian Băsescu are două atu-uri, deoarece, în calitate de șef de stat poate convoca referendumul, el fiind totodată și candidat la alegerile prezidențiale. Băsescu apare astfel pe două afișe, atât pe cel pentru alegerile prezidențiale, cât și pe cel privind referendumul. După dezbatere, Curtea de Apel București a respins cererea ca fiind inadmisibilă.

## Desfășurare
Referendumul a avut loc în România la 22 noiembrie 2009, în același timp cu primul tur al alegerilor prezidențiale.
Buletinele de vot cu cele două întrebări ale referendumului au fost tipărite în două culori diferite, buletinul de vot nr. 1 în culoarea negru, iar buletinul de vot nr. 2 în culoarea albastru.
Cele două întrebări au fost:
1. Sunteți de acord cu trecerea la un Parlament unicameral în România?
2. Sunteți de acord cu reducerea numărului de parlamentari la maximum 300 de persoane?

Pentru a fi validat, era nevoie de prezența la urne a unui procent de 50%+1 din numărul de alegători. Autoritățile au anunțat că 50,16% din electorat și-au exprimat voturile ceea ce a determinat validarea referendumului.

## Rezultate
Prezența la urne a fost de 50,95% (9.320.240) din numărul total al alegătorilor (18.293.277).
La întrebarea „Sunteți de acord cu trecerea la un Parlament unicameral în România?” din totalul de 9.320.240 de alegători care s-au prezentat la urne au răspuns „DA” 6.740.213 de alegători și „NU” 1.925.209 de alegători, respectiv 653.234 voturi au fost declarate nule, iar 1.584 de persoane nu au introdus în urne buletinele de vot. Prin urmare, 77,78% dintre voturile valabil exprimate au fost în favoarea trecerii la un Parlament unicameral.
La întrebarea „Sunteți de acord cu reducerea numărului de parlamentari la maximum 300 de persoane?” au răspuns „DA” 7.765.573 de alegători și „NU” 975.252 de alegători, respectiv 578.477 voturi au fost declarate nule, iar 938 de persoane nu au introdus în urne buletinele de vot. Ca atare, 88,84% dintre voturile valabil exprimate au fost în favoarea reducerii numărului de parlamentari la maximum 300 de persoane.

## Efecte
Întrucât conform Constituției României, poporul își exercită suveranitatea atât prin reprezentanții aleși în Parlament, cât și direct, prin referendum, Parlamentul este obligat să acționeze în sensul dat de rezultatul înregistrat. Pentru trecerea la Parlament unicameral este necesară revizuirea Constituției, procedură care se validează printr-un alt referendum. Reducerea numărului de parlamentari se face mult mai simplu, prin lege organică inițiată și adoptată în Parlament și promulgată de șeful statului.
Ca răspuns la apelul la referendum făcut de președintele Traian Băsescu, Partidul Național Liberal a introdus în data de 22 octombrie 2009 (adică cu o lună înainte de data fixată pentru referendum) un proiect de lege concurent cu una dintre întrebările referendumului, care ar fi redus numărul de parlamentari la un total de 316 de reprezentanți - 99 de senatori și 217 de deputați, proiect rămas fără efect. 

## Decizia Curții Constituționale nr. 682/2012
La peste doi ani după validarea referendumului, în data de 23 mai 2012, Camera Deputaților (în calitate de cameră decizională) a adoptat proiectul de lege PL-x nr. 93/2012 intitulat „Proiect de Lege pentru modificarea si completarea Legii nr.35/2008 pentru alegerea Camerei Deputaților și a Senatului și pentru modificarea și completarea Legii nr.67/2004 pentru alegerea autorităților administrației publice locale nr.215/2001 și a Legii nr.393/2004 privind Statutul aleșilor locali”, proiect care aducea modificări legii electorale în vigoare la acel moment (Legea nr. 35/2008), dar într-un sens contrar deciziei luate prin referendum, mărind numărul de parlamentari față de numărul în vigoare la data organizării referendumului.
În 31 mai 2012, secretarul general al Camerei Deputaților a trimis Curții Constituționale sesizarea formulată de 54 de deputați aparținând Grupului Parlamentar PDL, prin care solicitau Curții să se pronunțe asupra constituționalității legii înainte de promulgarea acesteia (control de constituționalitate a priori).
Curtea Constituțională, prin decizia cu nr. 682 din 27 iunie 2012, admite obiecția de neconstituționalitate și constată că legea contestată este neconstituțională (parțial și drept urmare a nerespectării numărului maxim de parlamentari), decizia fiind definitivă și general obligatorie.

Decizia Curții Constituționale lămurește un aspect important în legătură cu obligativitatea referendumului consultativ în raport cu referendumul decizional, stipulând caracterul obligatoriu al ambelor tipuri de referendum, cu precizarea că referendumul consultativ are un efect indirect:
„Din această perspectivă, ceea ce distinge un referendum consultativ de unul decizional nu este, în principal, chestiunea privitoare la respectarea sau nu a voinței populare - această voință nu poate fi ignorată de aleșii poporului, întrucât este o expresie a suveranității naționale -, ci caracterul efectului referendumului (direct sau indirect). Spre deosebire de referendumul decizional, referendumul consultativ produce un efect indirect, în sensul că necesită intervenția altor organe, de cele mai multe ori a celor legislative, pentru a pune în operă voința exprimată de corpul electoral.”
În concluzie, Curtea Constituțională afirmă că „reglementarea unor prevederi prin care se tinde la o soluție legislativă care nu respectă voința exprimată de popor la referendumul consultativ menționat este în contradicție cu prevederile constituționale ale art. 1, 2 și 61”.

## Noua lege electorală
În 24 iulie 2015 este publicată în Monitorul Oficial Legea nr. 208 din 20 iulie 2015 privind alegerea Senatului și a Camerei Deputaților, precum și pentru organizarea și funcționarea Autorității Electorale Permanente care constituie noua lege electorală (Legea nr. 35/2008 fiind astfel abrogată).
Deși nici această lege nu respectă numărul maxim de parlamentari așa cum a fost stabilit prin referendum, nicio entitate dintre cele abilitate (Președintele României - dl. Klaus Iohannis, partidele politice parlamentare din legislatura 2012-2016 sau Avocatul Poporului la acel moment - dl. Victor Ciorbea) nu a ridicat obiecții de constituționalitate și, ca atare, Curtea Constituțională nu s-a putut pronunța încă asupra constituționalității noii legii.